# Nina Fedorova
Nina Nikolajevna Fedorova eller Fjodorova (ryska: Нина Николаевна Федорова eller Фёдорова), född 20 oktober 1943 i Moskva, är en rysk översättare av skönlitteratur från tyska, svenska, norska, danska, nederländska, engelska och polska språken.
Hon utexaminerades 1966 från Moskvauniversitetet och var medarbetare på förlagen Progress, Raduga och redaktör på förlaget Enigma. Sedan 1975 har hon varit verksam som översättare. Hon är medlem av Moskvas författarförbund.
År 2017 belönades hon med det nyinstiftade Svenska Akademiens pris för översättning av svensk litteratur. Hon har även mottagit Österrikiska statens pris för litterär översättning (1994) och Zjukovskij-priset för bidrag till översättningskonsten (2004).
Från svenska har hon översatt verk av bland andra Bo Carpelan, Sven Delblanc, Lars Gustafsson, Tove Jansson, Selma Lagerlöf, Torgny Lindgren, Harry Martinson, August Strindberg, Birgitta Trotzig och Göran Tunström samt Thomas Sjöbergs biografi över Ingmar Bergman. Från andra språk har hon översatt verk av H.C. Andersen, Friedrich Dürrenmatt, Hermann Hesse, E. T. A. Hoffmann, Marie Luise Kaschnitz, Alexander Keyserling, Siegfried Lenz, Robert Musil, Leo Perutz, Christoph Ransmayr, Adalbert Stifter och Christa Wolf.